# Juliusz Ornatowski
Juliusz Zygmunt Ornatowski (ur. 10 kwietnia 1892 w Rawie, zm. 12 kwietnia 1965 w Poznaniu) – pułkownik dyplomowany łączności Wojska Polskiego, Polskich Sił Zbrojnych, kawaler Orderu Virtuti Militari.

## Życiorys
Urodził się 10 kwietnia 1892 w Rawie w rodzinie Jana i Eleonory z d. Przyłęcka. Absolwent szkoły średniej w Czerniowcach i późniejszy student Uniwersytetu. W 1914 wcielony do armii austro-węgierskiej w której ukończył szkołę oficerską w St. Pölten. Od 19 lutego 1919 żołnierz Wojska Polskiego, który w stopniu porucznika uczestniczy w walkach na froncie wschodnim. Pełnił tam m.in. funkcje: szefa łączności GO Kowel i Frontu Podolskiego, d-cy radiotelegrafistów w 6. Armii, kierownika Referatu Wojsk Łączności MS Wojsk., z-cy Szefa Wojskowej Komisji Łączności Sztabu Głównego (IV Oddziału).
"Za wybitne zasługi, bohaterstwo i osobiste poświęcenie w czasie wyprawy na Kijów, odznaczony został VM nr 5172".
Ukończył w latach 1925–1927 Wyższą Szkołę Wojenną, po niej został mianowany Dyrektorem Nauk i p.o. Komendanta CW Łączności w Zegrzu. W 1929 został Komendantem KRU Nowy Targ. Od 1 czerwca 1931 w stanie spoczynku. Do 1939 pracował w LOPP w Lublinie. Zmobilizowany w kampanii wrześniowej został Szefem Wyszkolenia w Dowództwie Wojsk Łączności MSWojsk., następnie internowany w Rumunii. Przedostał się do Francji i od maja 1940 pracował w Ośrodku Wojsk Łączności. Następnie w Anglii od lipca 1940 do 1942 jako Dyrektor Nauk Centrum Wyszkolenia Łączności. W lutym 1942 przeszedł do Brygady Szkoleniowej, gdzie pełnił funkcje: Szefa Łączności, Szefa Oddziału Organizacyjnego, z-cy Szefa Sztabu.
21 listopada 1946 wrócił do Polski. Po powrocie pracował w spółdzielczości. Zmarł 12 kwietnia 1965 w Poznaniu. Został pochowany na cmentarzu Oliwskim (kwatera 8-4-6).
Żonaty od 1922 z Zofią Osińską, mieli troje dzieci. 

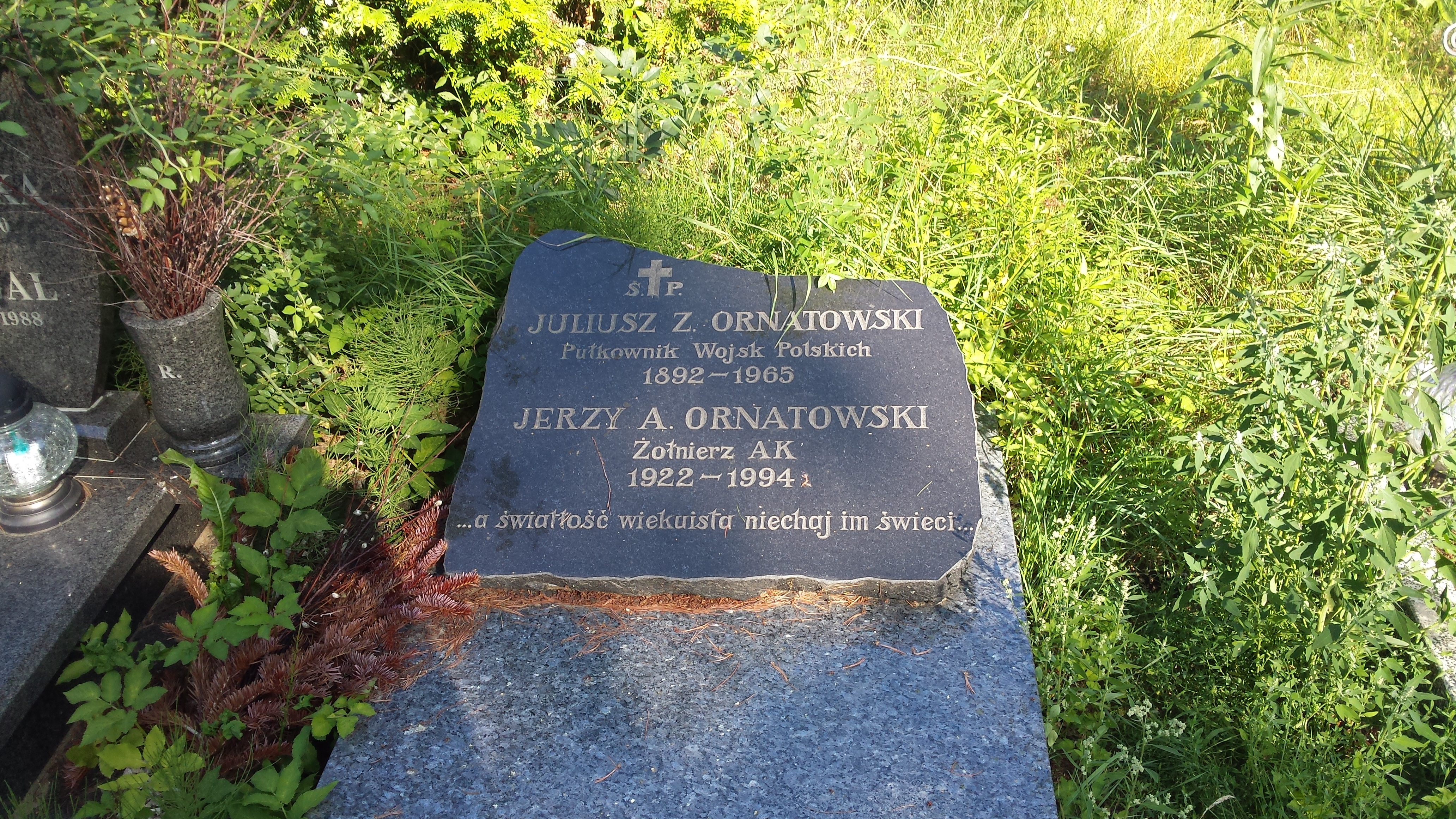
Grób pułkownika Juliusza Ornatowskiego na cmentarzu Oliwskim

## Awanse[1]
- podporucznik – 1915
- porucznik – 1919
- kapitan – ?
- podpułkownik – 1925
- pułkownik – maj 1945

## Ordery i odznaczenia
- Krzyż Srebrny Orderu Wojskowego Virtuti Militari nr 5172 – 28 lutego 1922[3][1]
- Order Odrodzenia Polski
- Krzyż Walecznych
- Złoty Krzyż Zasługi
- Order Imperium Brytyjskiego